# ميساتو موريتا
ميساتو موريتا (باليابانية: 森田望智) ممثلة يابانية.

## اعمالها
- المخرج العاري - بدور كيروكي كاوري.